# قوه قضائیه فدرال ایالات متحده آمریکا

قوه قضاییه آمریکا

قوه قضائیه فدرال ایالات متحده آمریکا یکی از قوای سه گانهٔ مساوی دولت فدرال ایالات متحده آمریکا است که بر اساس قانون اساسی ایالات متحده آمریکا و حقوق ایالات متحده آمریکا دولت فدرال سازمان‌دهی می‌شود. اصل سوم قانون اساسی تأسیس یک دیوان عالی را الزامی کرده و به کنگره اجازه می‌دهد دیگر دادگاه‌های فدرال را ایجاد کرده، بر حوزه اقتدار آن‌ها محدودیت قرار دهد. قضات فدرال توسط رئیس‌جمهور ایالات متحده آمریکا با اجازهٔ مجلس سنای ایالات متحده آمریکا منصوب می‌شوند و تا هنگامی که استعفاء دهند، استیضاح یا محکوم شوند و همچنین پیش از آنکه بازنشسته شوند یا بمیرند، به کار خود ادامه می‌دهند.
دستگاه قضایی در آمریکا، مثل دستگاه قانون‌گذاری و اجرایی، دو سطح «ایالتی» و «فدرال» دارد. بخش ایالتی نیز در درون ایالت به اجزاء کوچک‌تری تقسیم می‌شود.
بیشتر مواقع وقتی در اخبار بین‌المللی صحبت از ارکان حکومت آمریکا می‌شود، منظور در سطح فدرال است؛ یعنی دولت ایالات متحده که رئیسش ساکن کاخ سفید است، در صدر قوه اجرایی است. قوه قانون‌گذاری از دو مجلس تشکیل شده‌است، یکی مجلس نمایندگان که رئیس دارد و یکی مجلس سنا که رهبران حزب اکثریت و اقلیت در آنجا قدرت را تقسیم می‌کنند.
در صدر دستگاه قضایی هم «دیوان عالی آمریکا» قرار دارد و ۹ قاضی در آنجا تصمیم می‌گیرند که قوانین و احکام صادره از دادگاه‌ها با قانون اساسی آمریکا مطابقت داشته باشد و همچنین بررسی می‌کنند که در دادگاه‌های پایین‌تر به پرونده‌ها درست رسیدگی شود. یکی از قاضی‌های دیوان عالی، به انتخاب رئیس‌جمهوری آمریکا، برای پست قاضی ارشد انتخاب می‌شود که پس از تأیید کنگره در رأس دیوان عالی قرار می‌گیرد، اما رأی آن بالاتر از سایر قضات نیست.
قاضی‌های فدرال را رئیس‌جمهوری با کسب رأی اعتماد از سنای آمریکا منصوب می‌کند. به این ترتیب دولت در دستگاه قضا اثرگذار است.
دستگاه قضایی هم می‌تواند اگر احکام رئیس‌جمهوری را ضد قانون اساسی تشخیص دهد آن‌ها را ملغیٰ کند.
قوه قانونگذاری به جز تأیید قاضی‌ها می‌تواند آن‌ها را خلع کند. این اتفاق در تاریخ آمریکا بسیار نادر روی داده‌است و درست روندی مثل استیضاح رئیس‌جمهوری دارد. از آن طرف دستگاه قضایی هم اگر تشخیص دهد قوانین تصویب شدهٔ کنگره مغایر با قانون اساسی هستند، آن‌ها را لغو می‌کند.
رئیس‌جمهوری می‌تواند قوانین کنگره را وتو کند و کنگره در عوض می‌تواند با رأی بالاتر از سدّ وتو بگذرد.
دستگاه قضایی فدرال آمریکا گرچه رئیسی ندارد و کسی نمی‌تواند از بالا دستوری بدهد که تا پایین لازم‌الاجراء باشد، اما سازمان دارد. دستگاه قضایی آمریکا می‌تواند جلوی بسیاری از تصمیم‌های سیاستمداران نامدار را بگیرد، بدون اینکه حتی پیش از رسانه‌ای شدن موضوع، مردم آمریکا دربارهٔ آن قاضی چیزی شنیده باشند.